# 213 (nombre)
Pour les articles homonymes, voir 213 (homonymie).
Deux cent treize est l'entier naturel qui suit 212 et qui précède 214.

## Toponymie
- Villa Dos Trece, aussi appelée Villa Kilómetro 213, est une localité en Argentine, située dans la province de Formosa : le nom vient de la distance en kilomètres entre l'embouchure du Río Bermejo et le Río Paraguay.

## Dans d'autres domaines
Deux cent treize est aussi : 
- Le nom d'un groupe de rap 213 formé par Snoop Dogg, Nate Dogg et Warren G.
- Le code téléphonique de la région de Los Angeles aux É.-U..
- Le numéro d'une promotion étalon de l'ENSAM
- Un des indicatifs téléphoniques internationaux de l'Algérie.
- Années historiques : -213, 213.